# آغ‌قشلاق (خداآفرین)
آغ‌قشلاق یکی از روستاهای استان آذربایجان شرقی است که در دهستان گرمادوز شرقی بخش گرمادوز شهرستان خداآفرین واقع شده‌است.

## جمعیت
جمعیت این روستا بر اساس سرشماری سال ۱۳۹۵ برابر با ۶۰ نفر است.